# Oenoptila
Oenoptila is een geslacht van vlinders van de familie spanners (Geometridae), uit de onderfamilie Ennominae.

## Soorten
- O. atripunctaria Dognin, 1911
- O. camptogrammata Warren, 1909
- O. costata Warren, 1904
- O. egeria Schaus, 1912
- O. filata Warren, 1904
- O. ignea Warren, 1904
- O. interrupta Warren, 1897
- O. laudata Schaus, 1911
- O. leprosata Warren, 1904
- O. leucopygaria Walker, 1866
- O. mixtata Guenée, 1858
- O. nigrilineata Warren, 1895
- O. perrubra Kaye, 1901
- O. prunicolor Warren, 1904
- O. radiata Warren, 1907
- O. recessa Dognin, 1901
- O. rubra Warren, 1897
- O. separata Warren, 1908
- O. transitaria Guenée, 1858
- O. variata Dognin, 1924
- O. venusta Warren, 1900